# Polvilho
O polvilho, também chamado de fécula de mandioca, carimã ou goma, é o amido da mandioca.
O polvilho azedo é um tipo modificado por processo de fermentação e secagem solar, apresentando características bem diversas do polvilho doce. É utilizado para diversos fins culinários, como o preparo da massa para o pão-de-queijo, bolinho típico de Minas Gerais, de Goiás, de São Paulo, do Paraná, do Mato Grosso do Sul e outras regiões, e para a pamonha de carimã. Principal produtora é a cidade de Conceição dos Ouros, sul de Minas Gerais.